# Corallinophycidae
Le Corallinophycidae sono una sottoclasse di alghe rosse.

## Tassonomia
- Sottoclasse Corallinophycidae
  - Ordine Corallinales P.C. Silva & H.W. Johansen
  - Ordine Rhodogorgonales S. Fredericq, J.N. Norris, & C. Pueschel
  - Ordine Sporolithales Le Gall, Payri, Bittner & G.W.Saunders